# كريستير بيرسون
كريستير بيرسون (بالسويدية: Christer Persson)‏ (11 أكتوبر 1979 في السويد - ) هو لاعب كرة قدم سويدي في مركز الوسط. شارك مع منتخب السويد تحت 21 سنة لكرة القدم. أما مع النوادي، فقد لعب مع نادي كالمار وFK Tønsberg ‏ وPors Fotball ‏ ونادي جونكوبينغ سودرا ‏.

## وصلات خارجية
- كريستير بيرسون على موقع اتحاد النرويج (النرويجية)
- كريستير بيرسون على موقع اتحاد السويد (السويدية)
- كريستير بيرسون على موقع قاعدة بيانات كرة القدم.إي يو (الإنجليزية)
- كريستير بيرسون على موقع Soccerway.com (الإنجليزية)
- كريستير بيرسون على موقع عالم كرة القدم.نت (الإنجليزية)